# Daniel Stephan
Daniel Stephan, nemški rokometaš, * 3. avgust 1973, Rheinhausen.
Leta 2004 je na poletnih olimpijskih igrah v Atlanti v sestavi nemške reprezentance osvojil srebrno olimpijsko medaljo.